# Giant Killing
Giant Killing (ジャイアントキリング, Jaianto Kiringu) é uma série de mangá japonês sobre futebol criado por Masaya Tsunamoto. Em 2010, foi criada uma adaptação para anime, contando com 26 episódios. Esta adaptação foi feita pelo Studio DEEN e foi exibida no Japão pela rede NHK, sendo seu primeiro episódio exibido no dia 4 de abril de 2010. Venceu em 2010 o Prêmio de Mangá Kōdansha na categoria geral.

## História
Tatsumi Takeshi, um técnico que é conhecido pelo pseudônimo "Giant Killing" (Termo designado a um técnico ou time na Inglaterra quando este com equipes amadoras ou semi-amadoras conseguem avançar às finais de campeonatos nacionais deixando pelo caminho times profissionais.). 
O mangá narra a trajetória de Tatsumi Takeshi jogando e sendo treinador do East Tokyo United (ETU), time que já figurou entre os grandes time do país mas que hoje em dia passa por uma crise financeira e de futebol. Focado em ajudar seu time do coração, Takeshi irá se mostrar um técnico nada convencional, fazendo brincadeiras com seu auxiliar Macchan e desestabilizando a zona de conforto de todos no clube regularmente.  
Atualmente existem traduzidos 10 volumes para o Inglês e para o Português sendo que isto representa a primeira metade da temporada inicial do Mangá. Atualmente muita coisa da trama já foi revelada e o time se prepara para tentar sair da metade de baixo da tabela no campeonato.   